# Het Spectrum
Het Spectrum (deutsch „Das Spektrum“) ist ein niederländischer Buchverlag.

## Geschichte
Der Verlag wurde 1935 von den beiden Buchhändlern Piet Bogaard und Guus Bloemsma gegründet. Ursprünglich mit progressiv-katholischem Selbstverständnis (ein Beispiel hierfür ist der Autor Gabriël Smit, der dem Verlag 25 Jahre lang verbunden war), entwickelte sich der Verlag mit den Jahren zu einem der größten niederländischen Buchverlage mit breitem Verlagsprogramm, das heute Prosa, Sachbücher, Reiseführer, Kochbücher und anderes umfasst. Anfang der 1950er Jahre wurde die Marke „Prisma Pockets“ eingeführt, um Weltliteratur im Taschenbuchformat herauszugeben. In dieser Reihe erschienen bislang etwa 3.000 Titel. Heute ist Prisma eine Marke für Sprachlehr- und Wörterbücher sowie entsprechende Lernsoftware.
Das bedeutendste und bekannteste Produkt ist jedoch die Winkler-Prins-Enzyklopädie, die wichtigste niederländischsprachige ihrer Art. Einstmals ein gedrucktes Nachschlagewerk, ist sie heute der Unterbau der niederländischsprachigen Encarta-Ausgabe.
Seit 1999 ist Het Spectrum Teil des Verlagskonzerns De Persgroep Nederland.